# Paul Sheriff
Paul Sheriff (Mosca, 13 novembre 1903 – Londra, 25 settembre 1960) è stato uno scenografo russo naturalizzato britannico.

## Filmografia parziale
- Il primo dei pochi (The First of Few), regia di Leslie Howard (1942)
- The Way to the Stars, regia di Anthony Asquith (1945)
- Enrico V (The Chronicle History of King Henry the Fift with His Battell Fought at Agincourt in France), regia di Laurence Olivier (1947)
- Adamo ed Evelina (Adam and Evelyne), regia di Harold French (1949)
- Moulin Rouge, regia di John Huston (1952)
- Il corsaro dell'isola verde (The Crimson Pirate), regia di Robert Siodmak (1952)
- International Police (Interpol), regia di John Gilling (1957)
- La miliardaria (The Millionairess), regia di Anthony Asquith (1960)
- L'erba del vicino è sempre più verde (The Grass Is Greener), regia di Stanley Donen (1960)